# 林德尔·威金顿
林德尔·沙马·威金顿（1998年3月28日—）為加拿大男子籃球運動員。
2024年2月4日，中国男子篮球职业联赛新疆广汇宣布與威金顿完成簽約。威金顿代表新疆广汇出戰14場例行賽，場均可挹注15.7分、3籃板、5.2助攻、1.3抄截。2024年7月原新疆飞虎總教練邱彪出任山东高速新任總教練。8月25日，山东高速宣布與威金顿完成簽約。11月4日，山东高速取消註冊威金顿，威金顿代表山东高速出賽八場，場均攻下20.9分、5.4助攻、2.1籃板。

## 外部連結
- 林德尔·威金顿在fiba.basketball（英语）
- 林德尔·威金顿在archive.fiba.com（存檔）（英语）
- 林德尔·威金顿在NBA（英语）
- 林德尔·威金顿在中国男子篮球职业联赛
- 林德尔·威金顿在Basketball-Reference.com（NBA）（英语）
- 林德尔·威金顿在Basketball-Reference.com（NBA G聯盟）（英语）
- 林德尔·威金顿在Basketball-Reference.com（國際）（英语）
- 林德尔·威金顿在Sports-Reference.com（NCAA）（英语）
- 林德尔·威金顿在Eurobasket.com（球員）（英语）
- 林德尔·威金顿在Proballers（英语）
- 林德尔·威金顿在RealGM（英语）
- 林德尔·威金顿在中国篮球数据库
- 林德尔·威金顿在Flashscore（英语）